# Ramon Roger I de Foix
Ramon Roger I de Foix (ca. 1152 - Mirapeis, França 1223) fou comte de Foix (1188-1223). Fou el fill i successor de Roger Bernat I de Foix i la seva segona esposa Cecília de Besiers.

## El somni occità
El conflicte per la possessió de les valls d'Andorra el va enfrontar amb el bisbe d'Urgell. Els dominis del bisbe foren atacats i la Seu ocupada temporalment el 1198. El 1199 va assistir a la consagració de la nova abadia de Bolbona, lloc d'enterrament dels comtes. Van sorgir conflictes amb el senyor de Saverdú, el qual va retre homenatge directament al comte de Tolosa en lloc del seu sobirà immediat el comte de Foix, i amb el comte de Comenge amb qui va disputar Volvestre.
L'aliança entre el comte de Foix i Arnau I vescomte de Castellbò, que simpatitzava amb els albigesos o càtars, fou mal vista pel Bisbe d'Urgell. Per congraciar-se amb el bisbe Bernat de Vilamur, que li retreia les seves simpaties, Arnau I li va cedir el castell de Masferrer i el va reconèixer com a successor de les terres del Caboet i d'Andorra si moria sense fills. Però efectivament no tenia fills i la seva filla Ermessenda de Castellbò fou pretesa per Roger Bernat de Foix, el fill i hereu del comte Ramon Roger I. Per això Arnau I va trencar altra vegada amb el bisbe que es va negar a acceptar el matrimoni i va obtenir en aquesta negativa el suport del comte d'Urgell Ermengol VIII. Arnau I, amb suport del comte de Foix, es va revoltar, però fou fet presoner amb el seu futur consogre el 1203. Arnau va haver de comprometre's a casar-se amb Elisenda, filla del vescomte Guillem de Cardona i neboda del comte Ermengol, a deixar Castellbò i La Roca d'Aguilar als Cardona per cinc anys, a casar el primer fill que tingués amb Miracle, germana d'Ermengol i prometre que no casaria la seva filla amb algú de la família del comte de Foix. Ramon Roger I fou alliberat seguint instruccions del comte-rei Pere el Catòlic. Els disturbis que es van produir al comtat d'Urgell amb motiu de la imminent mort del comte Ermengol VIII, van permetre però celebrar l'enllaç d'Ermessenda amb Roger Bernat el 1208 i aquell mateix any va rebre terres el territori català.
L'any següent Ramon Roger I va rebre en feu els castells de Querigut i Usson. El comte no fou mai declaradament partidari dels càtars però el bisbe de Pàmies va demanar a Simó de Montfort de conquerir el comtat. El comte va donar suport al seu sobirà feudal el comte de Tolosa. Després de la batalla de Muret de 1213 el somni d'una unió de les terres catalanes i occitanes es va acabar. El comte no va poder ser acusat als concilis de 1214 i 1215. Els senyors feudals es van revoltar a partir del 1216 fins al 1224. Així Ramon, al costat del comte de Tolosa va participar en 1217 en l'expedició que va sortir del Pallars en auxili de Tolosa i va derrotar els croats en la batalla de Salvetat i va participar en el setge de Tolosa el 1218, durant el qual Honori III va prometre la devolució del comtat de Foix si retirava el suport a Ramon VI de Tolosa

## Núpcies i descendents
Es casà el 1189 amb Felipa, que possiblement pertanyia al casal dels Montcada. D'aquesta unió van néixer:
- l'infant Roger Bernat II de Foix (?-1241), comte de Foix
- la infanta Cecília de Foix, casada el 1224 amb Bernat V de Comenge

Va morir en el setge de Mirepoix (Arieja, França) el 27 de març de 1223 quan la revolta ja havia fet amos als feudals de tot el sud i només restava aquesta vila en poder del croats. El va succeir el seu fill Roger Bernat II de Foix.